# Bourboni
Bourboni ali Burboni so dinastija francoskega porekla, stranska veja Kapetinške dinastije. Zasedali so francoski prestol med letoma 1589 in 1793, španski prestol (s prekinitvami) od leta 1700 dalje, prestol Neaplja in Dveh Sicilij med letoma 1734 in 1860, kneževino Parma s presledki med letoma 1731 in 1859, porevolucionarno Francijo med letoma 1814 in 1830, med letoma 1830 in 1848 pa je Franciji vladal kralj Ludvik Filip I. iz stranske veje Burbonov, Orléanskih.

## Francoska veja
Okrog leta 900 so imeli Bourboni grajske posesti v kraju, ki se danes imenuje Bourbon-l'Archambault in je znano letovišče s toplicami ob reki Allier v istoimenskem departmaju. Vzpon družine je potekal od preprostih vazalov grofov iz Bourgesa, preko vazalov francoskih kraljev, statusa grofov (1317), do vojvod oziroma knezov.
Beatrika, hči zadnjega bourgeškega vazala, se je leta 1272 poročila z grofom Robertom Clermontskim, najmlajšim sinom kralja Ludvika IX. Svetega. Njun sin je postal prvi vojvoda in začetnik kapetinške bourbonske veje na Francoskem. Leta 1537 si je Antoine Bourbon s poroko pridobil malo kraljevino Navaro in njegovega sina je kralj Henrik III. imenoval za svojega naslednika. S tem se je zaključilo obdobje dinastije Valois, ki je vladala od leta 1328, in se je začela vlada Bourbonov, ki je v Franciji trajala več kot dve stoletji. Prekinila se je s francosko revolucijo, ko je bil obglavljen Ludvik XVI. Francoski. Na prestol so se vrnili po Napoleonovem padcu in dunajskem kongresu, ko je zavladal Ludvik XVIII. (1818-1824). Zadnji vladar iz te rodbine je bil Karel X. (vladal 1824-1830), ki je moral odstopiti po revoluciji leta 1830. Slednji je umrl leta 1836 in je s člani svoje družine pokopan v kripti frančiškanskega samostana na Kostanjevici pri Novi Gorici.
Poslednji francoski kralj Ludvik Filip je bil član orleanske veje Bourbonov, ki je izhajala od vojvode Orléanskega, brata Ludvika XIV.

## Španska veja
Začetnik španske veje Bourbonov je bil Filip V. vnuk Marije Terezije, žene Ludvika XIV. Slednja je bila hči Filipa IV. in polsestra zadnjega habsburškega kralja Španije Karla II. Toda za prestol se je potegoval tudi nadvojvoda Karel,kasnejši rimsko-nemški cesar Karel VI. Habsburški, zato je bil Filip V. sicer proglašen za kralja leta 1700, a vladal je šele po zaključku vojne, in sicer od leta 1714 dalje. Večina Bourbonov, ki so se vrstili na španskem prestolu, se ni odlikovala po izrednih vrlinah ali sposobnostih. V zapleteni politični dobi njihove oblasti so se morali soočati z mnogimi nasprotniki in z državljanskimi vojnami, dvakrat so bili odstavljeni in so morali zapustiti Španijo (leta 1808 in leta 1868). Kljub temu je to še edina vladajoča veja bourbonske hiše. Od leta 1975 je Juan Carlos I. kralj sodobne Španije.

## Neapeljska veja
Prvi neapeljski Bourbon (od leta 1734 dalje) je bil Karel, sin Filipa V. Španskega, sposoben reformator in mecen Neaplja. Ko je leta 1759 zasedel španski prestol z imenom Karel III. Španski, je predal neapeljske posesti sinu Ferdinandu, ki jih je združil s sicilskimi posestvi v Kraljestvo Dveh Sicilij. Razen treh kratkih presledkov (republika 1799, Joseph Bonaparte 1806-1807, Joachim Murat 1808-1815), je Ferdinand vladal do leta 1825. Današnji poglavar dinastije je Don Carlos, španski infant in vojvoda Kalabrije (rojen 1938).

## Vojvodina Parma
Mesto Parma je postalo vojvodina, ko ga je leta 1545 papež Pavel III. podaril svojemu sinu Pierluigiju Farnese in je ostalo pod dinastijo Farnese do leta 1731, ko je izumrla. Vojvodinaa je prešla pod Bourbone, a le za kratek čas, saj so že po nekaj letih prišli na oblast Habsburžani. Toda leta 1748 je aachenski mirovni sporazum dodelil Parmo spet Bourbonom. Vojvodstvo je pripadlo Filipu, ki je bil sin Filipa V. Španskega iz drugega zakona. Filip Parmski je bil razgledan človek, ki je visoko povzdignil kulturo v deželi. Toda njegov sin in naslednik, komaj štirinajstletnik, je s pomočjo matere uničil njegovo delo. Po Napoleonovi upravi, ki je Parmo anektirala Franciji, je bila dežela spet priključena Avstriji leta 1814 in dunajski kongres jo je priznal kot Vojvodino Parma, Piacenza in Guastalla ter jo dodelil Mariji Luizi Habsburško-Lotarinški, Napoleonovi drugi ženi in hčeri Marije Terezije Bourbonsko-Neapeljske. Po njeni smrti leta 1847 je Parmo podedoval Karel II. Bourbonski in nato njegovi potomci. Leta 1860 je po raznih nemirih in protestih ozemlje prešlo pod Sardinsko kraljevino. Zadnji predstavnik dinastije je Carlo Ugo di Borbone Parma, ki si od leta 1977 lasti naslov Karel IV. Parmski.

## Veja Bourbon-Orléans
Filip I. Orléanski, sin Ludvika XIII. Francoskega, se šteje za prvega predstavnika dinastije Bourbon-Orléans, naslov Orléans pa je nosil že njegovil stric Gaston (bratu Ludvika XIII.), vendar je ob Gastonovi smrti vojvodska čast izumrla in bila ponovno podeljena Filipu. Filip II. Bourbon-Orléans je bil regent Ludvika XV., Ludvik Filip Bourbon-Orléans se je v času francoske revolucije predstavil kot »revolucionarjem soroden kralj«, Ludvik Filip II. Bourbon-Orléans je bil po julijski revoluciji 1830 proglašen za ustavnega monarha in je do leta 1848 vladal kot »ljudski kralj Francozov«. Potomci te veje so po smrti grofa Chambordskega edini francoski Bourboni (španska, sicilska in parmska veja štejejo za tujce) ter pretendenti na francoski prestol.

## Seznam bourbonskih kraljev
Datumi označujejo leta vladanja, ne življenja.

### Francoska veja
- Henrik IV. Veliki 1589-1610
- Ludvik XIII. Pravični 1610-1643
- Ludvik XIV. Sončni kralj 1643-1715
- Filip II. Orleanski (Regent) 1715-1723
- Ludvik XV. Priljubljeni 1715-1774
- Ludvik XVI. 1774-1793
- Ludvik XVII. (nikoli ni resnično vladal) 1793-1795
- Ludvik XVIII. 1814-1824
- Karel X. 1824-1830

### Španska veja
- Filip V. 1700-1724 in 1724-1746
- Ludvik I. 1724 (vladal je manj kot eno leto)
- Fernando VI. 1746-1759
- Karel III. 1759-1788
- Karel IV. 1788-1808
- Fernando VII. El Deseado 1813-1833
- Izabela II. La Chata 1833-1868
- Alfonz XII. 1875-1885
- Alfonz XIII. 1886-1931
- Juan Carlos I. 1975 - do danes

### Neapeljska veja
- Karel III. Španski, 1734-1759 kralj Neaplja in Sicilije
- Ferdinand IV. kralj Neaplja in Ferdinand III. kralj Sicilije, 1759-1815, z imenom Ferdinand I. Dveh Sicilij 1815-1825
- Franc I. Dveh Sicilij, 1825-1830
- Ferdinand II. Dveh Sicilij, 1830-1859
- Franc II. Dveh Sicilij, 1859-1861